# Nausinoe conchylia
Nausinoe conchylia is een vlinder van de familie van de grasmotten (Crambidae), uit de onderfamilie van de Spilomelinae. De wetenschappelijke naam van deze soort is voor het eerst voorgesteld door Edward Meyrick in een publicatie uit 1894.
De soort is ontdekt op het Indonesisch eilandje Pulo Laut ten zuidoosten van Borneo.